# 제우스 웹 서버
제우스 웹 서버(Zeus Web Server)는 유닉스 및 유닉스 계열 플랫폼을 위한 높은 성능의 웹 서버이다.
영국 케임브리지의 소프트웨어 회사 제우스 테크놀로지가 개발하였다. 초기 제작자와 회사를 세운 사람들은 케임브리지 대학교의 졸업생 Damian Reeves와 Adam Twiss였다.

## 같이 보기
- 아파치벤치